# بابند (فين)
بابند (بالفارسية: پابند) هي قرية تقع في إيران في قسم فين الريفي. يقدر عدد سكانها بـ 115 نسمة بحسب إحصاء 2016.